# Vašvarski mir

Vašvarski mir (nemško Frieden von Eisenburg, turško Vasvar Antlaşması) je bil mirovni sporazum med Habsburško monarhijo in Osmanskim cesarstvom, sklenjen po bitki pri  Saint Gotthardu 1. avgusta 1664. S sklenitvijo miru se je končala osmansko-habsburška vojna 1663-1664.  Mir je trajal skoraj dvajset let do leta 1683, ko so obmejni spopadi dosegli višek v drugem obleganju Dunaja.
V času pred podpisom sporazuma je bil vojaški položaj Habsburške monarhije boljši od osmanskega. Vojskovanje se je kljub temu prekinilo in sprti strani sta se začeli pogajati o miru. Za sklenitev miru je bil bolj  zainteresiran cesar Svetega rimskega cesarstva Leopold I. Habsburški, da bi se lahko bolje pripravil na vojno s Francijo. Frakcije znotraj monarhije, predvsem Hrvati in Ogri, so vztrajali, da se vojna nadaljuje, ker so v njej videli priložnost za osvoboditev svojih ozemelj. Za hrvaški plemiški družini Zrinski in Frankopan je bil sporazum ponižujoč, ker sta morali malo pred tem osvobojeno ozemlje vrniti Osmanskemu cesarstvu. Nekaj ozemlja je bilo pred okupacijo prav v njuni lasti. Podpis sporazuma je v Habsburški monarhiji povzročil notranje spore in nestabilnost, ki je dosegla vrh v  uporu obeh hrvaških družin in ogrskega plemstva pod vodstvom Ferenca Rákóczija proti ogrskemu kralju, se pravi tudi proti cesarju Nemških dežel in Habsburške monarhije.
Habsburška monarhija je s podpisom sporazuma priznala osmansko oblast v Transilvaniji in Ujvarskem pašaluku. Francoski kralj Ludvik XIV., tradicionalni zaveznik Osmanov od kralja Franca I., se je v tej vojni prvič vojskoval proti njim. Habsburška monarhija je spoznala,  da so njeni interesi v Svetem rimskem cesarstvu in Italiji, ki jih je ogrožala Francija, bolj pomembni od tistih, ki jih je ogrožalo Osmansko cesarstvo. Koncesije Osmanskemu cesarstvu so bile za Avstrijce zelo majhne, saj se je njihov cesar zdaj lahko obrnil proti zahodu. Habsburžani so dobili celo nekaj gospodarskih pravic v Osmanskem cesarstvu.